# Arijanizacija
Arijanizacija (njem. Arisierung) je izraz skovan tijekom nacističke vladavine u Njemačkoj te se odnosi na prisilno isključenje tzv. "nearijevaca", primarno Židova, iz poslovnog svijeta na prostorima Trećeg Reicha. Arijanizacija označava pretvorbu Židovskih i drugih "nearijevskih" poduzeća i kompanija u njemačko vlasništvo (državno ili privatno, odnosno "arijevsko"). Engleski sinonim za ovaj izraz je "de-Jewing the economy" (dosl. nap. prev. dežidovstvo ekonomije, tj. micanje Židova iz ekonomskog svijeta). 
Proces je započeo 1933. u nacističkoj Njemačkoj, a početne faze uključivale su "dobrovoljno" predavanje poduzeća u ruke "arijevaca" da bi kasnije faze prerasle u Holokaust. Arijanizacija poslovnih subjekata bilježi dvije faze. U prvoj fazi poduzeća su se oduzimala pod krinkom zakona i legaliteta, tj. nacisti su pazili da sve bude sukladno sa zakonom (iako su zakoni bili pisani sa svrhom diskriminacije "nearijevaca". Druga faza uključuje otvorenu agresiju i nasilnije oduzimanje i zapljenu "nearijevskih" poduzeća i obrta gdje se nije pazilo na poštovanje bilo kakvih zakona. Ova politika duboko je ukorijenjena i poduprta nacističkim zakonima i doktrinama, odnosno svjetonazorom NSDAP-a.
Prije dolaska Hitlera na vlast Židovi su vlasništvu imali oko 100 000 poduzeća u Njemačkoj. Do 1938. godine, brojni bojkoti. prijetnje, zastrašivanja i prisilne prodaje poduzeća istisnuli su velik broj Židova s njemačkog tržišta. Prema istraživanjima i procjenama izraelskog službenog memorijalnog centra posvećenog žrtvama Holokausta Yad Vashem, "1933. godine Židovi su u vlasništvu imali 50 000 poduzeća, da bi 1938. godine imali samo 9000."

## Isključivanje Židova iz javnog života i krađa privatnog vlasništva
Donošenjem Nuremberških zakona i drugih pravnih akata koji su diskriminirali Židove započeo je njihov progon i javnog sektora Trećeg Reicha. Židovi i oni koji su imali bilo kakve veze s judaizmom dobivali su otkaze na poslovima u javnom sektoru kao što su civilne službe, školstvo i sl. Kansije su isti ti Židovi odvođeni u nacističke koncentracijske logore gdje bi bili zlostavljani te potom ubijeni. 
Od 1. siječnja 1938. godine njemačkim Židovima u potpunosti je zabranjeno poslovanje, odnosno imanje bilo kakvog poduzeća ili obrta u privatnom vlasništvu. Zabranjen im je svaki oblik trgovine dobrima i uslugama. 26. travnja 1938. godine Židovi su morali prijaviti vlastima ako bi imali više od 5000 maraka vrijednosti u vlastitom posjedu, a pristup državnim bakama im je bio ograničen. Nad zapljenjenom imovinom te ušteđevinama postojali su brojni nameti pa su tako Židovi često ostajali bez cjelokupne ušteđevine. 
Arijanizacija je dovršena 12. studenog 1938. godine kada je na snagu stupio zakon koji je za cilj imao potpunu eliminaciju Židova iz njemačkog gospodarstva (ime zakona: njem. Verordnung zur Ausschaltung der Juden aus dem deutschen Wirtschaftsleben). Sav nakit, dionice, nekretnine i ostali predmeti privatnog vlasništva Židovi su morali prodati jer po novim propisima nisu mogli posjedovati ništa. Oni Židovi koji nisu dobrovoljno prodali svoje vlasništvo bili su na to prisiljavani (državnim intervencijama, stopostotnim porezima, prodajom ispod tržišne cijene i sl.). Radnici koji su bili Židovi otpušteni su iz svih sektora, a vlasnici trgovina i obrta dobili su doživotne zabrane obavljanja djelatnosti.   